# Leo Esaki
Leo Esaki (江崎 玲於奈 Esaki Reona), född 12 mars 1925 i Osaka, Japan, är en japansk fysiker och nobelpristagare.
Han och norsk-amerikanen Ivar Giæver tilldelades halva prissumman av Nobelpriset i fysik 1973
"för deras experimentella upptäckter rörande tunnelfenomenet i halvledare, respektive supraledare". 
Den andra halvan tilldelades engelsmannen Brian Josephson.

## Biografi
Esaki läste fysik på University of Tokyo eftersom han ville förstå naturens mest grundläggande principer, men också för att lära sig för att senare kunna forska industriellt och därigenom vara med och bygga upp det krigsdrabbade Japan. Efter sin examen började han på Sony Corporation och det var under sin tid där, år 1957, som han uppfann tunneldioden (även kallad Esakidiod), den första kvantelektriska komponenten.  Denna gav honom en doktorstitel i fysik och senare också 1973 års Nobelpris i fysik. Andra utmärkelser för denna upptäckt inkluderar:
- Nishina Memorial Award (1959)
- Morris N. Liebmann Memorial Prize (1961)
- Stuart Ballantine-medaljen från Franklin Institute (1961)
- Japanska akademipriset (1965)
- Japanska kulturorden (1974)
- Asteroiden 6920 Esaki är uppkallad efter honom.[1]

År 1960 flyttade Esaki till USA och började på IBM Research. Den från början ettåriga forskningsperioden resulterade istället i att Esaki blev kvar på företaget i drygt 30 år. Under tjugo av dessa var hans forskning inriktad på konstgjorda halvledarstrukturer som supergitter och kvantbrunnar. Ursprunget till dessa strukturer kan hittas i vetenskapliga artiklar av Esaki från sent 60-tal/tidigt 70-tal, i vilka det hävdas att strukturer med väldefinierade elektriska egenskaper baserade på kvantfysik skulle kunna byggas med hjälp av epitaxi.
Detta har på senare år besannats och de tvärvetenskapliga forskningsområdena har vuxit explosionsartat. Esaki är en viktig pionjär inom nanotekniken.
För sin banbrytande roll har han bland annat tilldelats år 1985 American Physical Society’s International Prize for New Materials.

## Fotnoter
1. ↑  ”Minor Planet Center 6920 Esaki” (på engelska). Minor Planet Center. https://www.minorplanetcenter.net/db_search/show_object?object_id=6920. Läst 2 juli 2023.
2. ↑  http://www.ieeeghn.org/wiki/index.php/Leo_Esaki